# Tsuru

Tsuru (都留市 Tsuru-shi?) este un municipiu din Japonia, prefectura Yamanashi.